# Tomb Raider III
Tomb Raider III: Adventures of Lara Croft er et computerspil udviklet af Core Design og udgivet af Eidos Interactive. Det blev udgivet i 1998 til PC og PlayStation. Tomb Raider III handler igen om Lara Croft, der også var hovedpersonen i de to forrige spil.

## Historie
Lara Croft er i dette eventyr på udkig efter nogle stykker fra en meteor der ramte Antarktis for flere tusinde år siden. Stykkerne er senere blevet fundet af andre, og spredt rundt i resten af verden. Lara starter sit eventyr i Indien, hvor hun har sporet en af stykkerne. Her bliver hun involveret i et kapløb med en anden forsker, der finder krystallen før Lara gør og får magiske kræfter af den. Lara må besejre galningen til sidst for at få krystallen, og herefter møder hun Dr. Willard der hyrer hende til at finde resten af meteor krystallerne. Herefter rejser hun til bl.a. Polynesien, Nevada i USA og London i England. Da hun har samlet alle delene, og kæmpet mod andre der også er interesseret i krystallerne, rejser hun til Antarktis for at mødes med Willard. Willard forråder dog Lara og stjæler krystallerne, og et kapløb starter. Til sidst bliver Willard, via krystallernes magiske evner, forvandlet til et monster som Lara må besejre. Lara samler krystallerne igen, og flygter via en helikopter.

## Gameplay

### Oversigt
I Tomb Raider III: Adventures of Lara Croft styrer spilleren den kvindelige arkæolog Lara Croft i sin søgen efter delene fra en meteor i Indien, Polynesien, USA og England. Spillet vises i tredje persons perspektiv. Lara er altid synlig og kameraet følger spillets gang bagfra eller over hendes skuldre. Omverdenen er fuldt tegnet i tre dimensioner og bærer præg af dens kubiske udseende. Klippeafsatser, mure og lofter sidder 90 grader fra hinanden (selvom spildesignerne har brugt nogle tricks for at gøre dette mindre åbenlyst).
I Tomb Raider III skal man styre Lara gennem en række grave, jungler, byer og andre steder i hendes søgen efter skatte og artefakter. Undervejs må hun dræbe farlige dyr og mennesker, der bl.a. inkluderer tigre, kobraslanger og raptorer.

### Features
Bevægelsen i spillet er varieret, hvilket gør det muligt at foretage indviklede interaktioner med miljøet. Udover at gå, løbe og hoppe, kan Lara tage skridt til siden, hænge på klippeafsatser, lave rullefald, dykke og svømme gennem vand, og i dette spil blev evnen til at kravle tilføjet. Mens hun svømmer vises en ekstra måler under helbredsmåleren som angiver hvor meget luft Lara har tilbage i lungerne. I et frit område har Lara to 'stillinger': en med våbnene trukket og en hvor hun har hænderne frie. Som standard bærer hun to pistoler med uendelige skud til. Derudover kan hun bruge haglgevær, to magnums og to uzis. På et bestemt sted i handlingen mister Lara alle sine våben, hvilket gør hende ude af stand til at forsvare sig selv og tvinger hende til at finde sine pistoler igen. Denne udvikling blev senere en fast bestanddel af serien.

### Personer
- Lara Croft: Spillets heltinde. Lara Croft er en britiske arkæolog som kan lejes til at finde bortkomne artefakter, hvad enten det er fra grave eller fra en selvisk samler.
- Dr. Willard: En forsker fra Skotland, der var med til at opdage krateret på Antarktis. Han hyrer Lara til at finde krystallerne fra meteorene, men stjæler dem senere fra hende.
- Tony: En amerikansk forsker der også er på udkig efter krystallerne, men som får jungle feber i Indien og går fra forstanden.
- Sophia Leigh: En rig forretningskvinde der har udviklet et produkt der forlænger livet, men bag sig er adskillige blevet misdannede efter at være testet på produktet.

## Baner
Spilleren kan vælge at gennemføre en træningsbane i Laras hjem før man starter på selve spillet. Det er meningen at denne tutorial skal vænne spilleren til de mest simple funktioner i spillet, såsom at hoppe og klatre på bokse. Hovedspillet begynder med en introduktionssekvens. Efter en gennemførsel af første episode af spillet der foregår i Indien, vælger man selv om man vil spille Polynesien, London eller Nevada episoden.

### Indien
Lara starter i Indien hvor hun har sporet Infada stenen.
- Level 1: Jungle
- Level 2: Temple Ruins
- Level 3: The River Ganges
- Level 4: Caves of Kalaya

### Polynesien
- Level 5: Coastal Village
- Level 6: Crash Site
- Level 7: Madubu Gorge
- Level 8: Temple of Puna

### Nevada, USA
- Level 9: Nevada Desert
- Level 10: High Security Compound
- Level 11: Area 51

### London, England
- Level 12: Thames Warf
- Level 13: Aldwych
- Level 14: Lud's Gate
- Level 15: City

### Antarktis
- Level 16: Antarctica
- Level 17: RX Tech Mines
- Level 18: Lost City of Tinnos
- Level 19: Meteorite Cavern

## Modtagelse
Tomb Raider III blev som de forrige to spil, godt modtaget[kilde mangler]. Man var glad for den grafiske forbedring og historien, og især atmosfæren i dette spil er blevet hyldet, for at indeholde noget mystisk[kilde mangler]. Dog mente man samtidig at Tomb Raider serien var begyndt at ligne hinanden for meget, men dette blev først kritiseret for alvor, ved udgivelsen af det efterfølgende spil, Tomb Raider: The Last Revelation[kilde mangler].